# دينيسون بارب
دينيسون بارب هي نوع من فصيلة الشبوطيات متوطنة في أنهار الغاتس الغربية، الهند.